# Ranheim Station
Ranheim Station (Ranheim stasjon) er en tidligere jernbanestation på Nordlandsbanen, der ligger i bydelen Ranheim i Trondheim i Norge.
Stationen åbnede oprindeligt som en del af Meråkerbanen mellem Trondheim og Storlien i Sverige, da den blev taget i brug 17. oktober 1881. Stationen blev fjernstyret 11. januar 1976 og gjort ubemandet 1. juni 1982. Betjeningen med persontog ophørte 2. juni 1985, og den tidligere station fungerer nu som krydsningsspor. 6. januar 2008 overgik strækningen mellem Trondheim og Hell, hvor den tidligere station ligger, formelt fra Meråkerbanen til Nordlandsbanen. Samme år blev der kom der planer frem om at genoptage betjeningen med persontog.
Stationsbygningen blev opført i 1880 efter tegninger af Peter Andreas Blix. Etableringen af stationen havde stor betydning for udviklingen af Ranheim, herunder bygningen af papirfabrikken i 1884. Der er sidespor fra stationen til fabrikken.